# KGM Torres
SsangYong Torres – samochód osobowy typu SUV klasy średniej produkowany pod południowokoreańską marką SsangYong w latach 2022–2023 oraz przez południowokoreańskie przedsiębiorstwo KG Mobility jako KGM Torres od 2023 roku.

## Historia i opis modelu

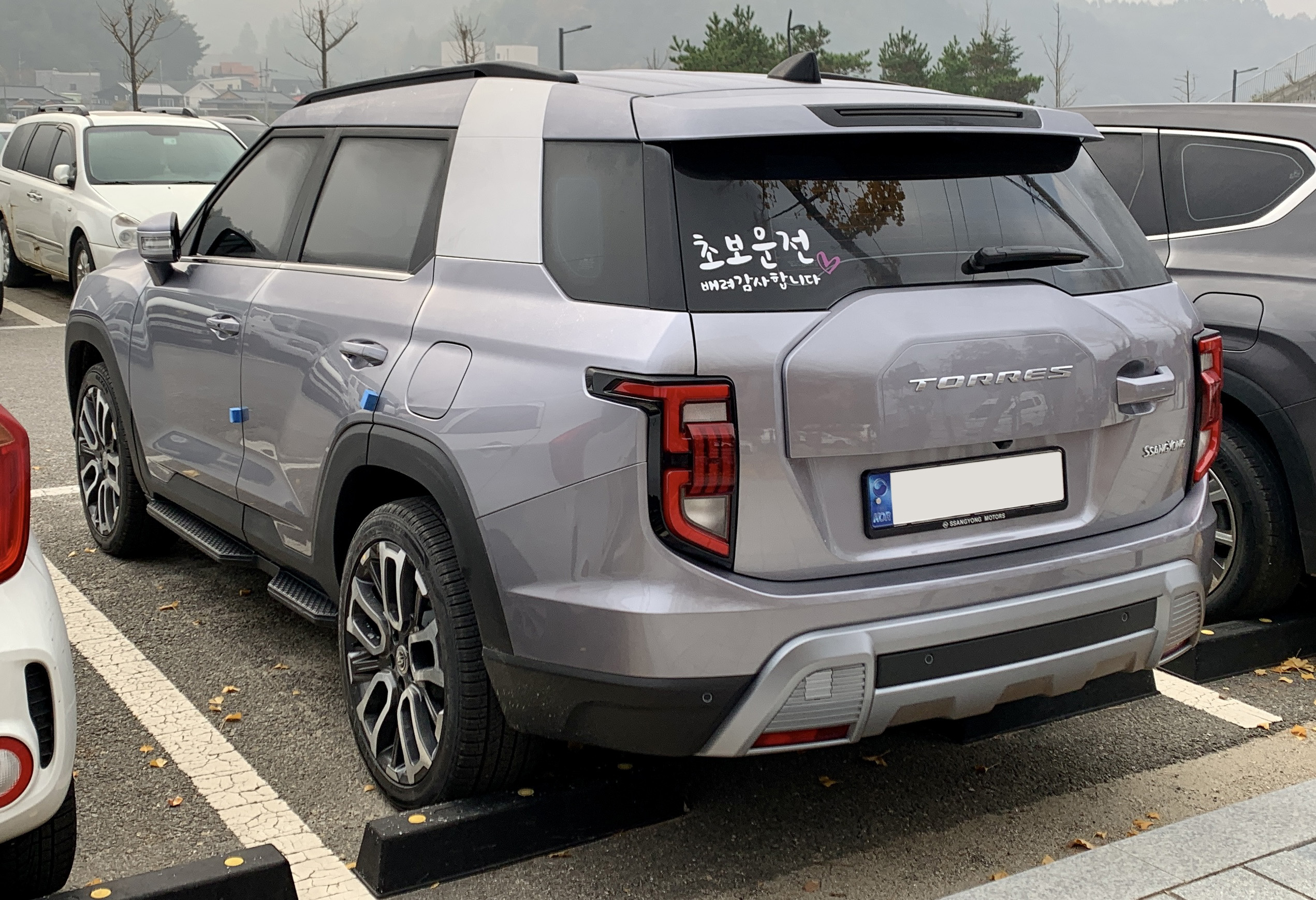
KGM Torres Limited – tył

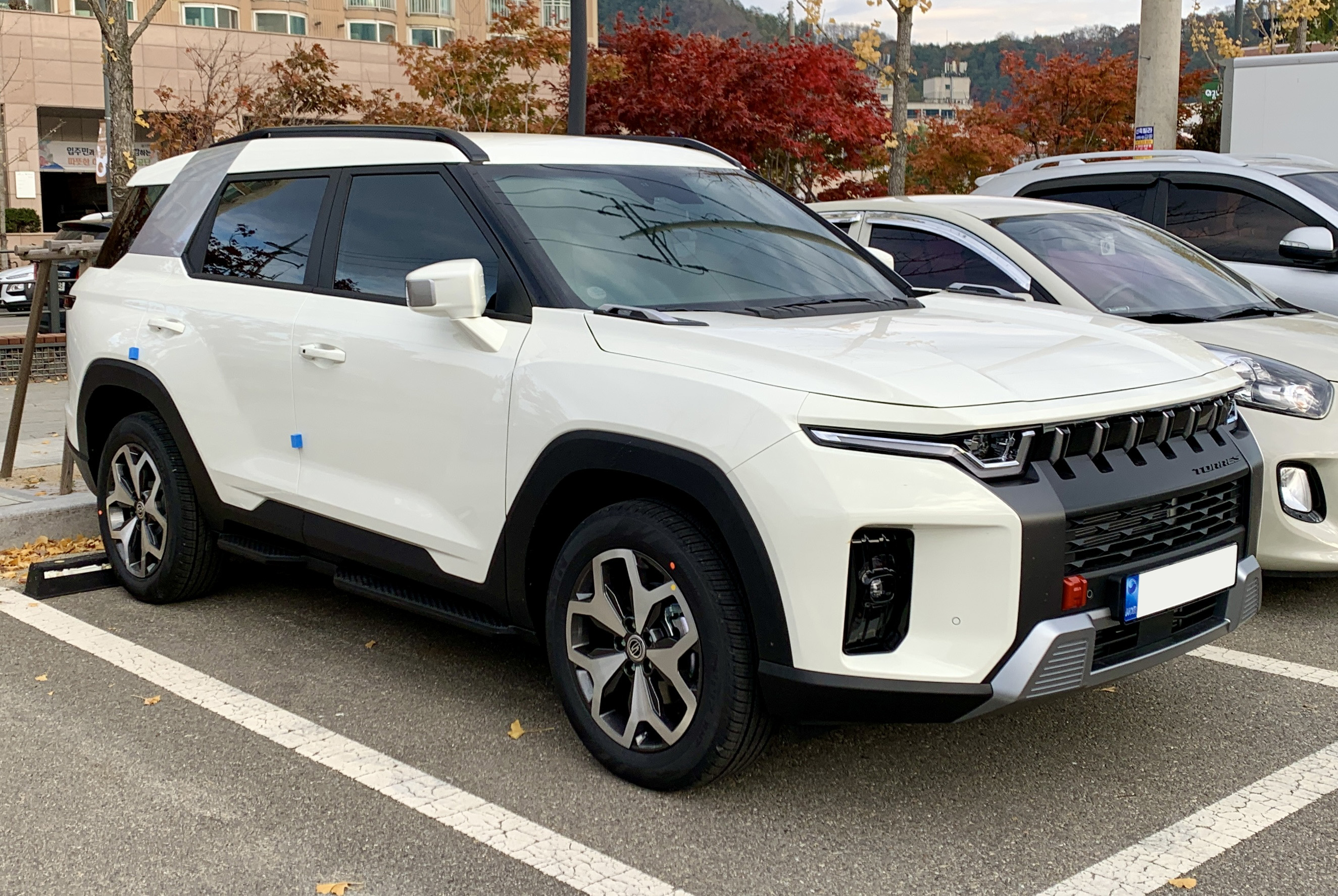
KGM Torres Smart

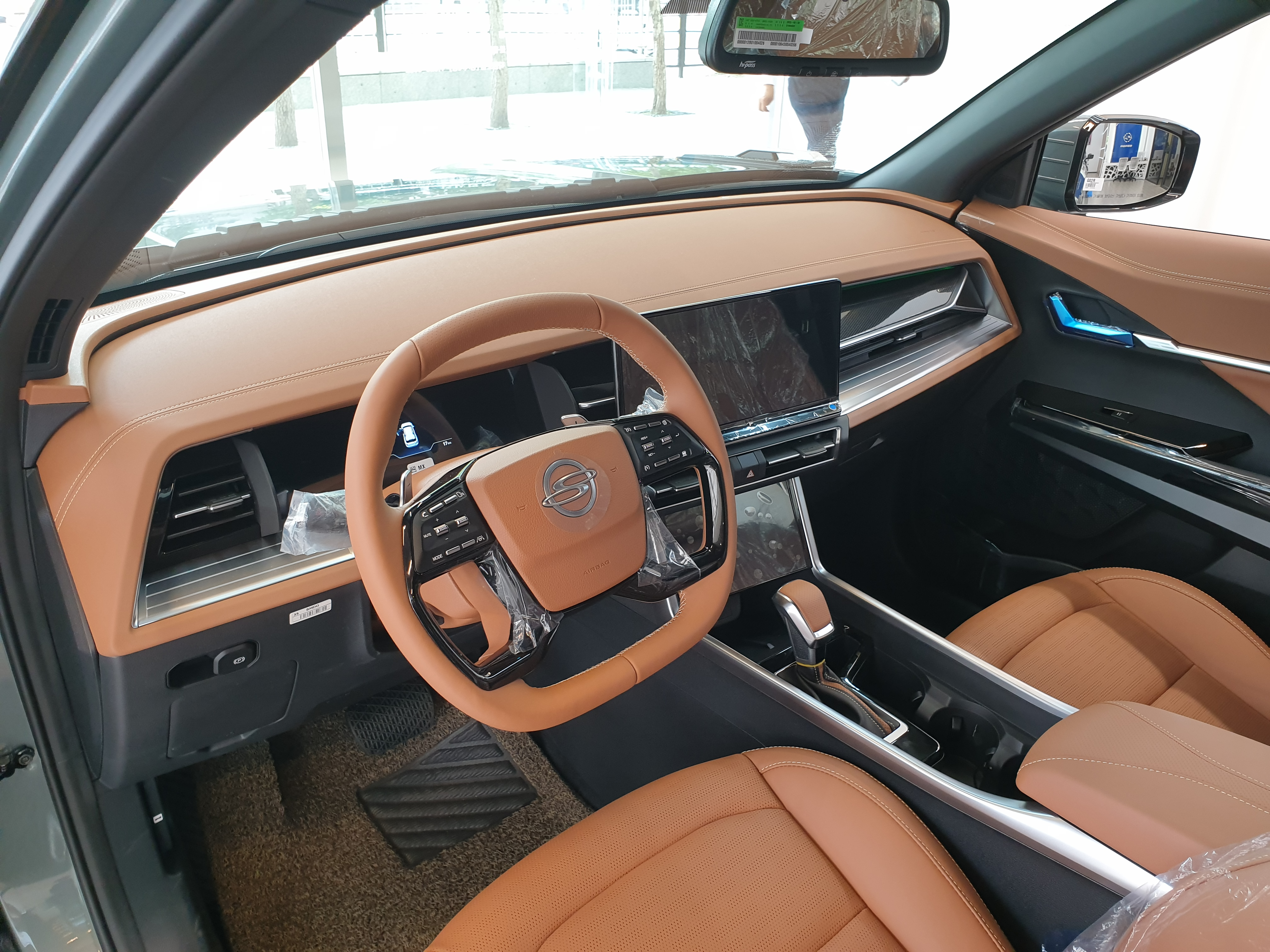
KGM Torres Limited – kokpit

W połowie 2021 roku SsangYong zapowiedział uzupełnienie oferty SUV-ów o nowy model średniej wielkości o kodzie fabrycznym SsangYong J100, jako pierwszy utrzymany w nowym języku stylistycznym. Produkcyjny model zadebiutował rok później w czerwcu 2022 roku, przyjmując niestosowaną wcześniej nazwę SsangYong Torres od parku narodowego Torres del Paine w chilijskiej części Patagonii. Średniej klasy SUV uzupełnił lukę w ofercie południowokoreańskiej firmy, która obecna była dotąd między kompaktowym Korando a flagowym Rextonem.
Stylizacja modelu Torres przyjęła awangardową formułę, zawierając w sobie elementy w stylu retro nawiązujące do modelu Musso z lat 90. XX wieku. Masywny pas przedni przyozdobiły podłużne reflektory wykonane w technologii LED i czarna atrapa chłodnicy z sześcioma pionowymi poprzeczkami, z kolei z tyłu wkomponowano schowek zewnętrzny przy bagażniku oraz wytłoczenie imitujące schowek na koło zapasowe. Kabina pasażerska utrzymana została w minimalistyczno-cyfrowej estetyce. Nietypowe, spłaszczone z góry i dołu koło kierownicy, znalazło się w sąsiedztwie nietypowego, prostokątnego i wąskiego wyświetlacza zamiast zegarów, który pozbawiono daszka. Konsolę centralną zdominowały dwa wyświetlacze – górny posłużył jako centrum sterowania systemem multimedialnym, a niższy zastąpił panel klimatyzacji. Wnętrze może zostać opcjonalnie wykończone nietypowym, skórzanym materiałem o beżowej tonacji.
Do napędu SsangYonga Torres przewidziany został tylko jeden silnik w postaci benzynowej, czterocylindrowej, 1,5-litrowej jednostki z turbodoładowaniem, która zapożyczona została z pokrewnego modelu Korando. Umożliwiono łączenie zarówno z napędem przednim, jak i AWD. Początkowo producent łączył Torresa wyłącznie z 6-biegową automatyczną przekładnią, z kolei w 2023 roku głównie z myślą o rynku europejskim wprowadzono także 6-biegową skrzynię manualną.

### Lifting i zmiana nazwy
Choć wraz z końcem marca w wyniku zmiany nazwy firmy na rynku koreańskim samochód przemianowano na KGM Torres, tak na rynkach eksportowych włącznie z Europą przystano przy dotychczasowej marce do wiosny 2024 roku. Wówczas firma globalnie zaadaptowała markę KGM dla swoich produktów także w Europie, a przy okazji przeprowadzono pierwszą restylizację Torresa. Samochód zyskał nowy wariant nawiązujący estetyką do samochodów terenowych, a także zaadaptował zupełnie nowy projekt deski rozdzielczej od elektrycznej odmiany EVX. W ten sposób zastosowano dwa wyświetlacze w formie cyfrowych wskaźników i ekranu systemu multimedialnego, a także usunięto panel klimatyzacji integrując go z centralnym ekranem.

### Sprzedaż
Produkcja SsangYonga Torres została uruchomiona w lipcu 2022, rozpoczynając w tym samym miesiącu sprzedaż na lokalnym rynku południowokoreańskim z równowartością 20 tysięcy dolarów za podstawowy egzemplarz. Samochód odniósł duży rynkowy sukces lokalny – w momencie rozpoczęcia dostaw producent posiadał 12 tysięcy zamówień, z kolejnymi 50 tysiącami zapisów przedwstępnych. Poszerzanie rynkowego zasięgu o globalne rynki zbytu zainaugurowano wiosną 2023 roku, kiedy to zadebiutował Torres w specyfikacji europejskiej. W Polsce cennik oraz pełna specyfikacja ujawnione zostały równolegle z debiutem rynkowym na Poznań Motor Show.

### Silnik
- R4 1.5l T-GDI 163 KM

### Torres EVX

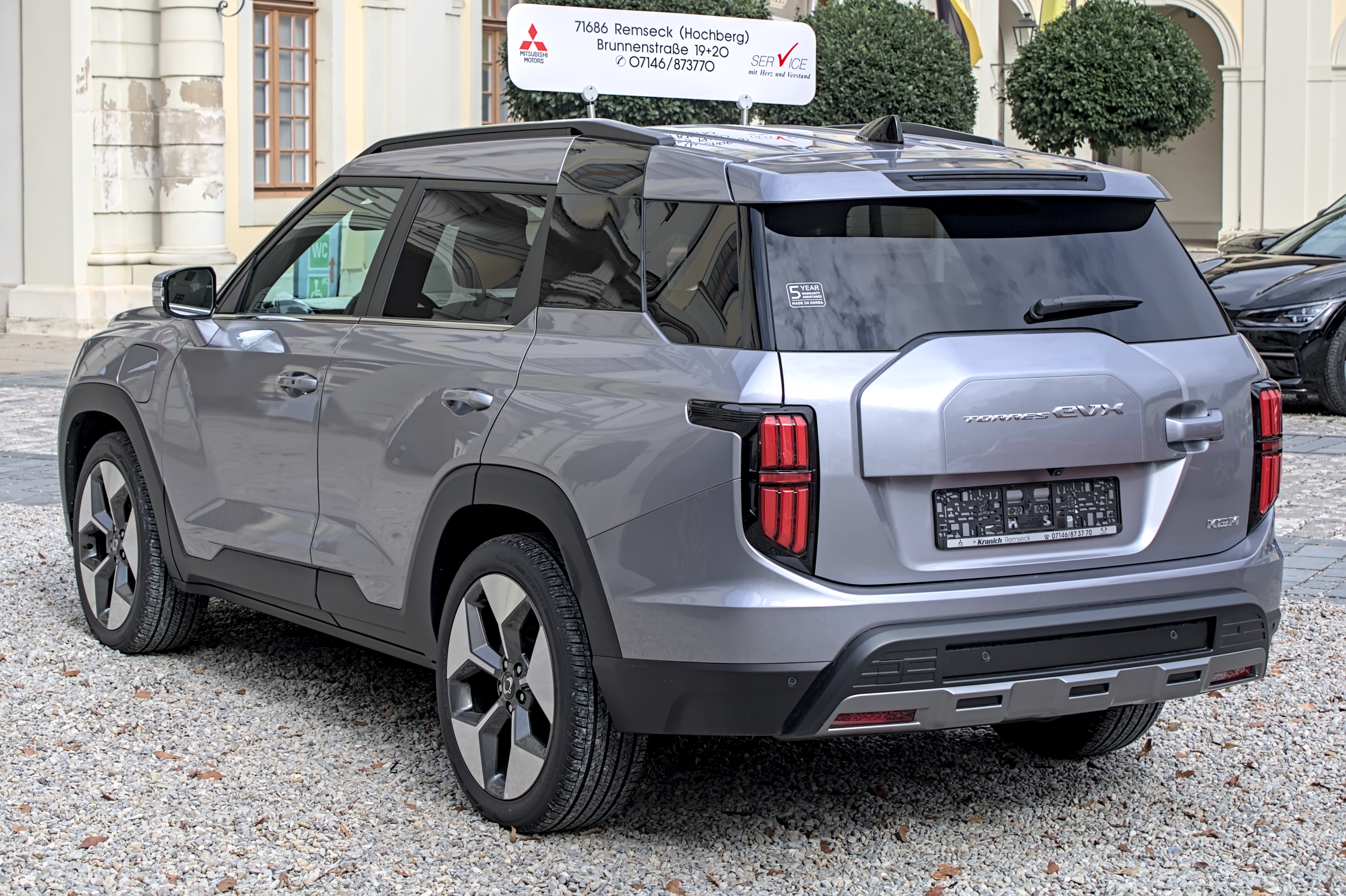
KGM Torres EVX – tył

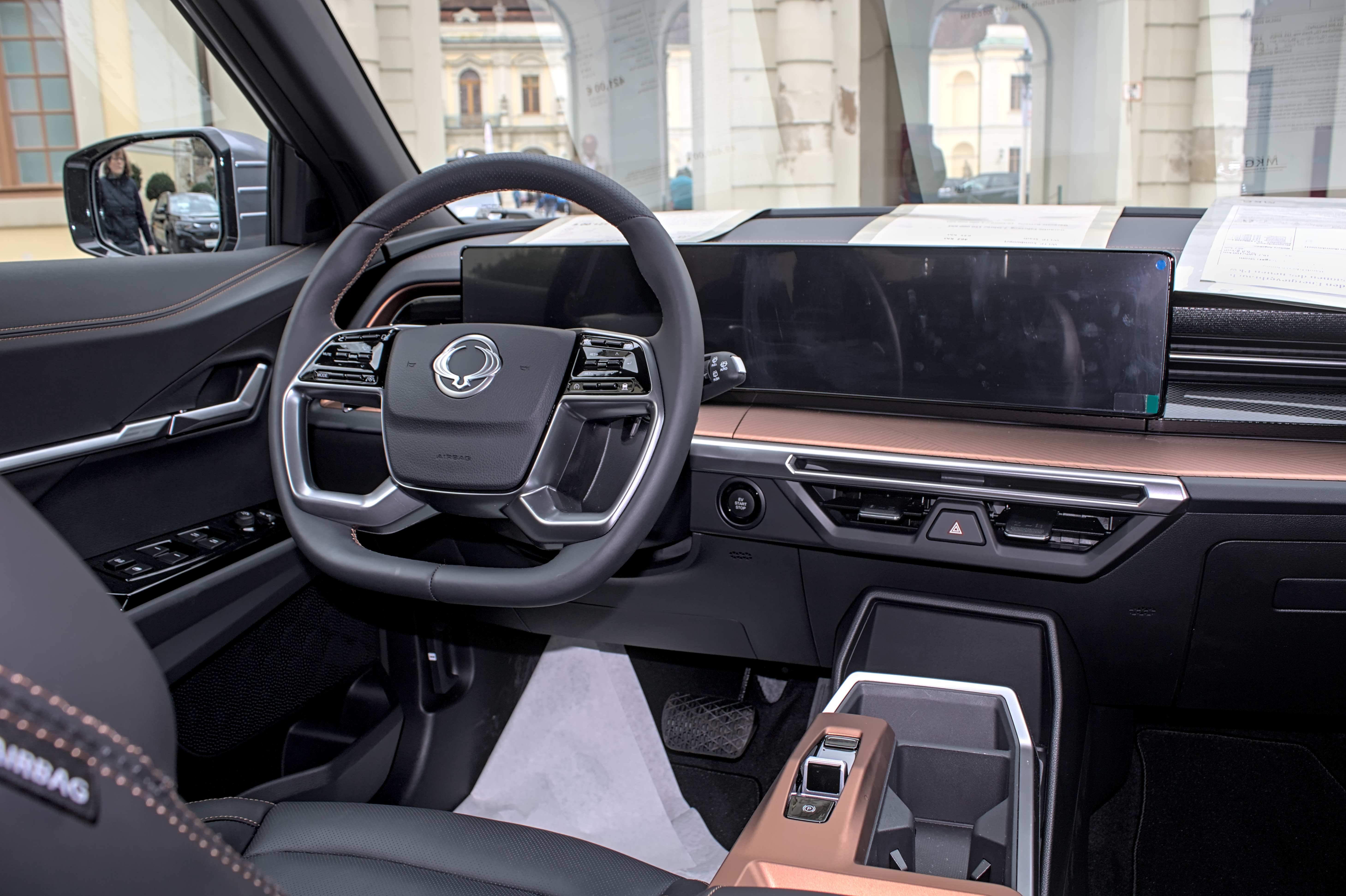
KGM Torres EVX – kokpit

KGM Torres EVX został zaprezentowany po raz pierwszy w 2023 roku.
Niespełna rok po premierze Torresa, gamę jego wariantów napędowych poszerzyła odmiana w pełni elektryczna, która powstała zarazem jako pierwszy samochód przedstawiony oficjalnie już po przemianowaniu SsangYonga na KG Mobility. Torres EVX przeszedł obszerne modyfikacje w stylistyce nadwozia, znacznie różniąc się od spalinowego odpowiednika szczególnie wyglądem pasa przedniego. Zdominował go wąski pas LED z charakterystycznym motywem przerywanej kreski, z dodatkowymi kloszami reflektorów umieszczonymi w zderzaku. Ponadto producent zastosował inne wypełnienie lamp tylnych, specjalne wzory alufelg oraz kombinacje kolorystyczne nadwozia z większym udziałem lakierowanych paneli.
Producent zastosował także głęboko zmodyfikowany projekt kabiny pasażerskiej, gdzie tunel środkowy pozbawiono połączenia z deską rozdzielczą, wygospodarując w nim większy schowek i ładowarkę indukcyjną do smartfona. Inaczej zaprojektowano też kokpit, gdzie znalazł się zakrzywiony zintegrowany panel ekranu cyfrowych zegarów i dotykowego ekranu systemu multimedialnego z przekątną po 12,3 cala. Bagażnik ze złożonym drugim rzędem siedzeń jest większy niż w wariancie spalinowym, mając bazowo 839 litrów pojemności.

### Sprzedaż
Torres EVX został zbudowany z myślą zarówno o wewnętrznym południowokoreańskim, jak i globalnych rynkach zbytu. Początek sprzedaży elektrycznego SUV-a wyznaczony został na drugą połowę 2023 roku, jako kluczowy region określając Europę. Kształtując politykę sprzedaży, KG Mobility skoncentrowało się na konkurowaniu relatywnie niską ceną.

### Dane techniczne
KGM Torres EVX to samochód w pełni elektryczny, do którego napędu wykorzystano silnik elektryczny przenoszący moc na przednią oś i rozwijający moc 204 KM. Konstrukcja wykorzystała głęboko zmodernizowany napęd stosowany już w mniejszym modelu Korando e-Motion. Akumulatory zostarczyła chińska firma BYD Company, która w swojej technologii nie wykorzystała kobaltu i skoncentrowała się na koncepcji litowo-żelazowo-fosforanowej. Średni zasięg elektrycznego SUV-a na jednym ładowaniu wynosi według deklaracji producenta ok. 420 kilometrów.